# IC 1792
IC 1792 је спирална галаксија у сазвјежђу Троугао која се налази на листи објеката дубоког неба у Индекс каталогу.
Деклинација објекта је + 34° 27' 42" а ректасцензија 2h 19m 1,1s. Привидна величина (магнитуда) објекта IC 1792 износи 13,9 а фотографска магнитуда 14,7. IC 1792 је још познат и под ознакама UGC 1781, MCG 6-6-15, CGCG 523-18, PGC 8839.